# Paul Schoffler
'Paul Schöffler (Dresden (Saxònia), 15 de setembre, 1897 - Amersham (Anglaterra), 21 de novembre, 1977), va ser un baix-baríton operístic alemany.

## Biografia
Schöffler va estudiar cant, piano i violí, així com teoria musical, al Conservatori de Dresden. Després de continuar la seva formació a Berlín i Milà, Fritz Busch el va contractar a l'Òpera Estatal de Dresden el 1924. Allà va debutar com a herald a Lohengrin.
Posteriorment va aparèixer a les següents produccions a Dresden: Doctor Faust (estrena a Dresden el 21 de maig de 1925), Der Protagonist de Kurt Weill (estrena a Dresden el 27 de març de 1926), Die Hochzeit des Mönchs de Schattmann (estrena el 19 de maig de 1926), Cardillac (estrena el 9 de novembre de 1926), Pentesilea (8 de gener de 1927), Die Zwillingsesel d'Erwin Dressel (29 d'abril de 1932), Münchhausen de Mark Lothar (6 de desembre de 1933), Der Günstling de Rudolf Wagner-Régeny (estrena el 20 de febrer de 1935) i Der verlorene Sohn de Robert Heger (estrena el 31 de març de 1936).
El 1937, va ser nomenat a l'Òpera Estatal de Viena, on va romandre fins al 1972, convertint-se en membre honorari el 1970. Schöffler va interpretar 42 papers principals a l'Òpera Estatal, incloent-hi 103 actuacions com el Comte a Les noces de Fígaro. Va fer la seva actuació de comiat l'abril de 1972 com el Gran Sacerdote a Idomeneo. El 1944, Schöffler va ser inclòs a la llista dels beneïts per Déu pel Ministeri d'Il·lustració Pública i Propaganda del Reich.
Fora de l'Òpera Estatal, Schöffler va fer nombroses aparicions com a convidat, incloent-hi al Festival de Bayreuth el 1943-44 com a Hans Sachs a Die Meistersinger von Nürnberg i el 1956 en el paper principal de Die Fliegende Holländer.
Va aparèixer gairebé anualment al Festival de Salzburg. Va cantar Pizarro a Fidelio (al Festival de Salzburg el 1938, 1949-50 i 1957), el paper principal a l'estrena de l'òpera Dantons Tod el 6 d'agost de 1947, Júpiter a l'estrena de Die Liebe der Danae, el personatge principal a Les noces de Fígaro (1947), Don Alfonso a Così fan tutte (1947, 1953-54, 1956 i 1962), Iago a Otel·lo (1952) i Borromeo a Palestrina (1955).
Schöffler també va fer aparicions com a convidat a l'Òpera de París (1948, 1949, 1950, 1953, 1956), a l'Òpera de Montecarlo (1954, 1957), a l'Òpera del Rin d'Estrasburg (1960), a la Scala de Milà (1942, 1947, 1947, 1993), a l'Òpera de Roma (9, 1994). 1948, 1954, 1962), el Teatre San Carlo de Nàpols (1942, 1949, 1954), el Teatre Massimo de Palerm (1958), el Teatro Comunale de Bolonya (1941), el Teatre Giuseppe Verdi de Trieste (1945), el Teatre La Fenice de Venècia (1957), el Teatro Maggiore de Torí i el Musical de Florència (1957) (1959, 1969), a la Covent Garden Opera de Londres (1934–39, 1949–54), al Festival de Bregenz (1956, 1960), a l'Òpera de Zuric (1946–47), a la Metropolitan Opera de Nova York (1950–51, 1954–56 i 1962–64, un total de 14 papers diferents en 91 representacions), al Festival d'Ais de Provença (1963, 1966), a l'Òpera Nacional de Budapest (1943, 1948), al Teatro Nacional de São Carlos de Lisboa (1957, 1959), a l'Òpera de San Francisco de San Francisco (1953, 1959, 1960, 1961), a l'Òpera de Chicago (1956), a la Canadian Opera Company (1962) i al Teatro Colón de Buenos Aires (1958). El 23 de maig de 1966 va aparèixer al "Theater an der Wien" a l'estrena de l'òpera Die schwarze Spinne de Josef Matthias Hauer.
Schöffler també va ser un important cantant d'oratori. Inicialment, va ser especialment valorat com a intèrpret de Mozart, més tard sobretot com a cantant de Wagner, sobretot pel seu gran talent dramàtic. Va ser enterrat en una tomba honorífica al Cementiri Central de Viena (Grup 40, núm. 54).

## Honors
- 1964: Medalla Mozart de la Comunitat Mozart de Viena[2]